# Nieuwe Kerk (Middelburg)
De Nieuwe Kerk (of Sint-Nicolaaskerk) is een kerk die deel uitmaakt van de voormalige abdij van Middelburg in het centrum van de Zeeuwse hoofdstad Middelburg. Naast de kerk bevindt zich de toren Lange Jan en de Koorkerk. De Nieuwe kerk was in gebruik door de parochianen, de Koorkerk door de kloosterlingen.
Oorspronkelijk was het een veertiende-eeuwse kerk, maar door een brand in 1568 (die ook het dak van de Koorkerk verwoestte) kreeg het zijn huidige vorm: een eenvoudige tweebeukige hallenkerk met hoge spitsboogvensters en onversierde steunberen. De westgevel bestaat uit twee puntgevels die door een achtkantige traptoren worden gescheiden. In de negentiende eeuw kreeg het nog een neogotische westgevel, nieuwe gewelven en kapitelen, maar die werden verwijderd tijdens de restauratie van 1900. Op 17 mei 1940 werd de kerk door oorlogsgeweld bijna volledig verwoest, maar werd daarna hersteld tijdens de wederopbouw.
Het interieur is tussen 1997 en 2001 aangepast aan een multifunctioneel gebruik. De vaste banken met de negentiende-eeuwse preekstoel zijn vervangen door losse blauwe stoelen en een natuurstenen verlaagde kansel. Het ontwerp is van architect Johan de Koning. Het zeventiende-eeuwse orgel van Johannes Duyschot is afkomstig uit de Oude Lutherse kerk in Amsterdam. Het werd in 2008 uitgebreid gerestaureerd.
Tussen de twee kerken bevindt zich de toren Lange Jan en de Wandelkerk, het middenkoor waar het zeventiende-eeuwse praalgraf voor de admiraals Johan en Cornelis Evertsen van de beroemde beeldhouwer Rombout Verhulst zich bevindt. Beide broers sneuvelden in 1666.